# Вохоново
Во́хоново (фин. Vohkana) — деревня в Гатчинском муниципальном округе Ленинградской области.

## История
Усадьба Вохоново была создана в 1780-е годы Фридрихом (Фёдором) Ивановичем Крейдеманом, вице-президентом Юстиц-коллегии Лифляндских, Эстляндских и Финляндских дел.
На карте Санкт-Петербургской губернии 1792 года А. М. Вильбрехта упоминается мыза Вохконская и при ней деревня Вохкона.
С 1830 по 1894 год усадьбой владел Александр Платонович Платонов-Зубов. При нём в усадьбе был создан парк.
Деревня Вокхана из 18 дворов, а также смежные с ней деревня Болотная из 9 дворов и мыза помещика Платонова, упоминаются на «Топографической карте окрестностей Санкт-Петербурга» Ф. Ф. Шуберта 1831 года.

ВОХКОНОВО — деревня принадлежит Платонову, гвардии ротмистру, число жителей по ревизии: 69 м. п., 81 ж. п. (1838 год)

На картах Ф. Ф. Шуберта 1844 года и С. С. Куторги 1852 года обозначена деревня Вохана, состоящая из 28 дворов.
В пояснительном тексте к этнографической карте Санкт-Петербургской губернии П. И. Кёппена 1849 года она записана как деревня Wohkana (Вохкана, Вохоно). Русское население деревни по состоянию на 1848 год насчитывало 110 человек, финское население представляли савакоты — 16 м. п., 21 ж. п., всего 37 человек.

ВОХОНО — мыза майора Платонова и при ней двор. люд., по почтовому тракту, число душ — 12 м. п. 

ВОХОНО — деревня майора Платонова, по почтовому тракту, число дворов — 22, число душ — 69 м. п.
(1856 год)

Согласно «Топографической карте частей Санкт-Петербургской и Выборгской губерний» в 1860 году деревня Вохоно при Мызе Вохоно состояла из 22 крестьянских дворов.

ВОХОНО — мыза владельческая при колодце, число дворов — 1, число жителей: 27 м. п., 19 ж. п.;

ВОХОНО — деревня владельческая при колодце, число дворов — 20, число жителей: 76 м. п., 72 ж. п.;

Часовня православная (на кладбище). (1862 год)

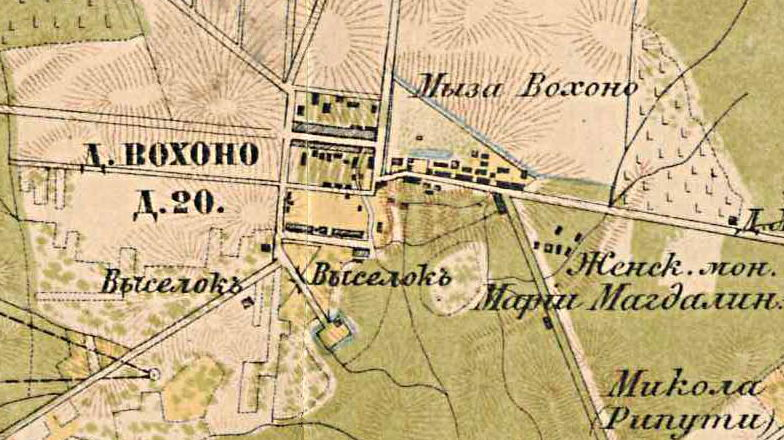
План мызы и деревни Вохоно. 1885 год

В 1885 году деревня называлась Вохоно и насчитывала 20 дворов.
Не позднее 1886 года в деревне была образована эстонская лютеранская община и открылся эстонский молитвенный дом приписанный к Гатчинскому лютеранскому приходу.
Согласно материалам по статистике народного хозяйства Царскосельского уезда 1888 года мыза Вохоново площадью 2752 десятины принадлежала действительному статскому советнику А. П. Платонову, мыза была приобретена в 1885 году за 60 000 рублей. Трактир и 4 дачи хозяин сдавал в аренду.
В 1894 году в деревне открылась земская школа.
Согласно данным первой переписи населения Российской империи:

ВОХОНОВО — имение, православных — 163, протестантов — 340, мужчин — 251, женщин — 252, обоего пола — 503. (1897 год)

В конце XIX — начале XX века деревня административно относилась к Староскворицкой волости 3-го стана Царскосельского уезда Санкт-Петербургской губернии. Население деревни было смешанное — финско-эстонско-русское.
По данным «Памятной книжки Санкт-Петербургской губернии» за 1905 год мыза Вохоново площадью 2693 десятины принадлежала потомственной дворянинке Наталье Александровне Платоновой.
В 1910—1911 годах школьным учителем в деревне работал выпускник Колпанской семинарии А. Патталеев.
К 1913 году количество дворов увеличилось до 25.
В декабре 1918 года была образована Вохоновская волость, выделившаяся из состава Староскворицкой волости. Волость была упразднена в 1922 году в связи с ликвидацией, а её территория вошла в Венгисаровскую волость.
С 1917 по 1918 год деревня Вохоново входила в состав Староскворицкой волости Детскосельского уезда.
С 1918 года в составе Вохоновского сельсовета Вохоновской волости.
С 1922 года в составе Ондровской волости.
С 1923 года в составе Венгисаровской волости Гатчинского уезда.
Согласно данным переписи населения СССР 1926 года в деревне Вохоново Ондровского сельсовета Венгисаровской волости Троцкого уезда проживали 193 человека, большинство русские, а также финны, ижоры и эстонцы.
С 1927 года в составе Гатчинского района.
С 1928 года в составе Вохоновского сельсовета. В 1928 году население деревни Вохоново также составляло 193 человека.

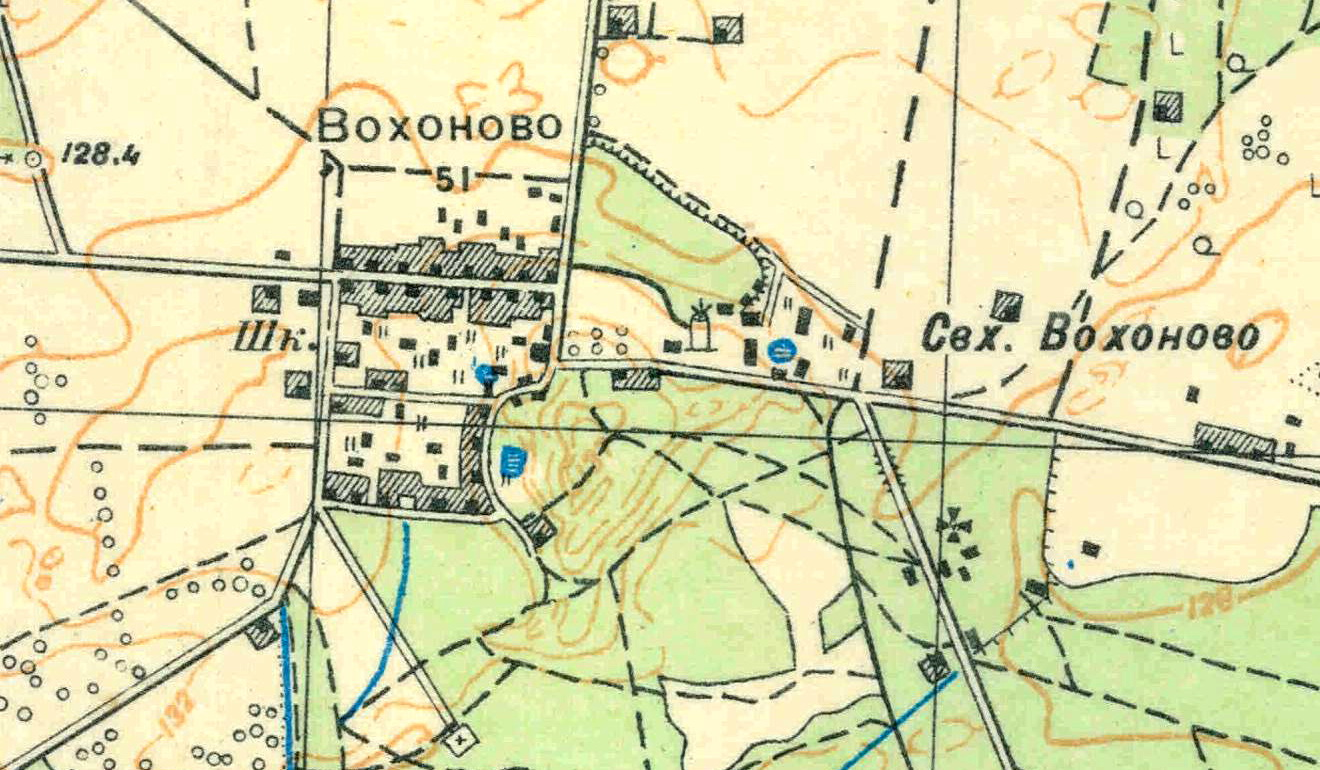
План деревни Вохоново. 1931 год

Согласно топографической карте 1931 года деревня насчитывала 51 двор. В деревне была школа и церковь, а так же был организован одноимённый совхоз.
По административным данным 1933 года в Вохоновский сельсовет Красногвардейского района входили 29 населённых пунктов:
- деревни Александровка, Ахокас, Березнево, Валерьяновка, Вапаус, Виттино, Большое Вохоново, Новое Вохоново, Кастино, Кемпелево, Лисьи Горы, Луйсковицы, Лузики, Миккино, Новосёлка, Большое Ондрово, Малое Ондрово, Питкелево, Савонкюля, Большое Сяськелево, Малое Сяськелево, Тайворово, Таровицы
- выселки Березнево, Валерьяновка, Войтто, Вохоново, Пламя
- хутор Большое Ондрово

Общая численность населения сельсовета составляла 2802 человека. Административным центром сельсовета была деревня Большое Вохоново.
По данным 1936 года деревня Большое Вохоново являлась центром Вохоновского финского национального сельсовета. В сельсовете было 25 населённых пунктов, 618 хозяйств и 15 колхозов.
С 1939 года в составе Жабинского сельсовета.
С 1940 года вновь составе Вохоновского сельсовета.
Деревня была освобождена от немецко-фашистских оккупантов 24 января 1944 года.
С 1954 года в составе Большеондровского сельсовета.
В 1965 году население деревни Вохоново составляло 231 человек.
По данным 1966 и 1973 годов деревня Вохоново также находилась в составе Большеондровского сельсовета.
По данным 1990 года деревня Вохоново входила в состав Сяськелевского сельсовета.

## География
Деревня расположена в северо-западной части района на автодороге 41К-104 (Елизаветино — Скворицы).
Расстояние до административного центра поселения, деревни Сяськелево — 3 км.
Расстояние до ближайшей железнодорожной станции Войсковицы — 8 км.

## Демография
| 1838 | 1848 | 1862 | 1897 | 1928 | 1965 | 1997 |
| ---- | ---- | ---- | ---- | ---- | ---- | ---- |
| 150  | ↘147 | ↗194 | ↗503 | ↘193 | ↗231 | ↘92  |
| 2006 | 2007 | 2010 | 2012 | 2013 | 2017 |      |
| ↗97  | ↘96  | ↗139 | ↘102 | ↘94  | ↘91  |      |

В 1997 году в деревне проживали 92 человека.
По состоянию на 1 января 2007 года в деревне находится 42 домохозяйства, где проживало 96 человек, в 2010 году — 139 .

### Национальный состав
В 2002 году в деревне проживали  105 человек (русские — 83 %).
Согласно данным Всероссийской переписи населения 2021 года в деревне проживали 262 человека, из них:
 русские — 255, финны-ингерманландцы — 3, белорусы — 2, евреи — 1, украинцы — 1 человек.

## Достопримечательности
В деревне находилось имение Платонова-Зубова, сохранились остатки усадьбы и парка. Построена усадьба была в 1780-е годы Фридрихом (Фёдором Ивановичем) Крейдеманом, но основные работы по устройству парка происходили во время владения усадьбой Александром Платоновичем Платоновым-Зубовым с 1830-го по 1894 год. В парке можно увидеть старые, нехарактерные для местности деревья — кедровые сосны, лиственницы, дубы, клёны.

Парк усадьбы Вохоново. 2016 год
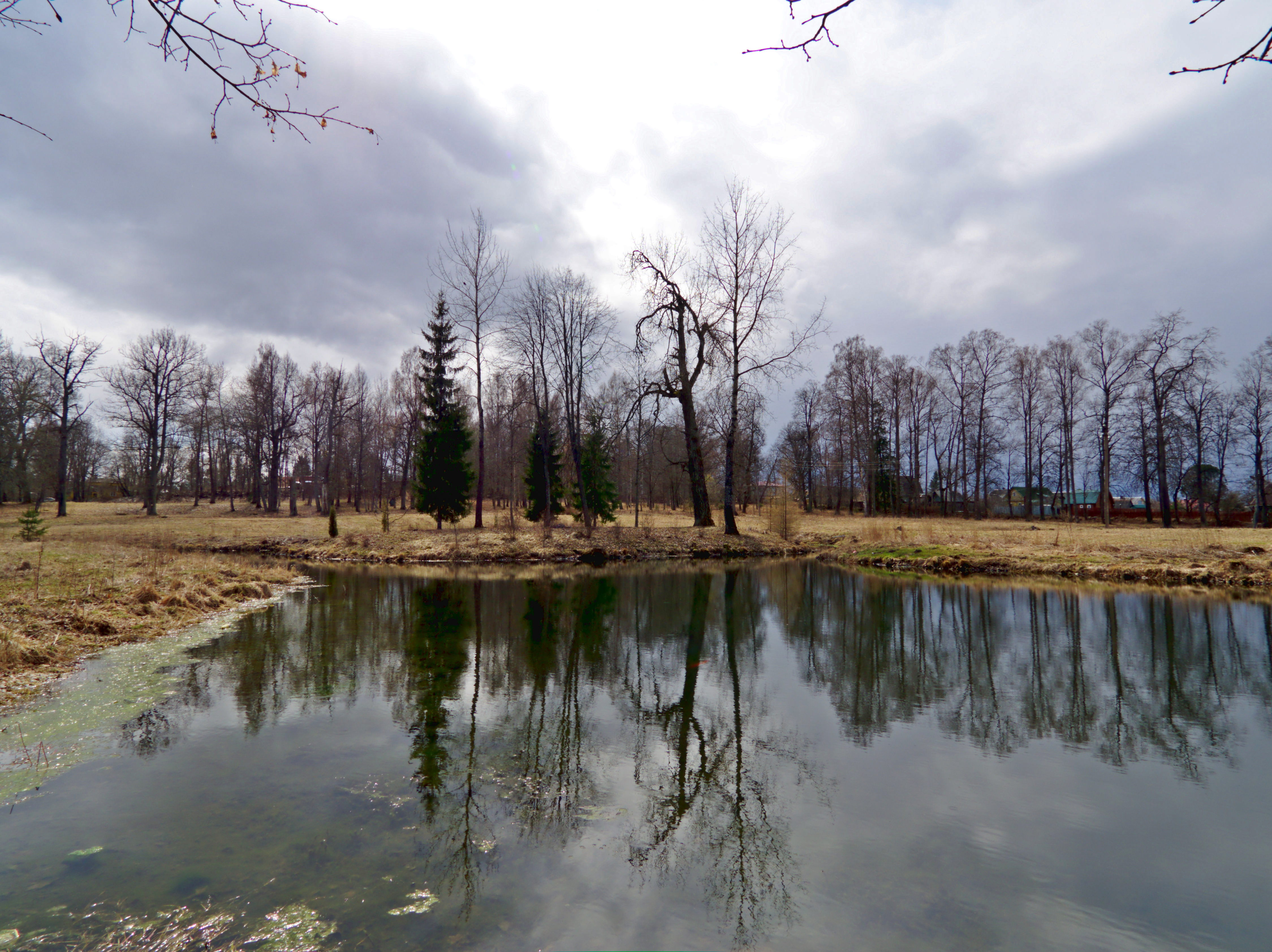
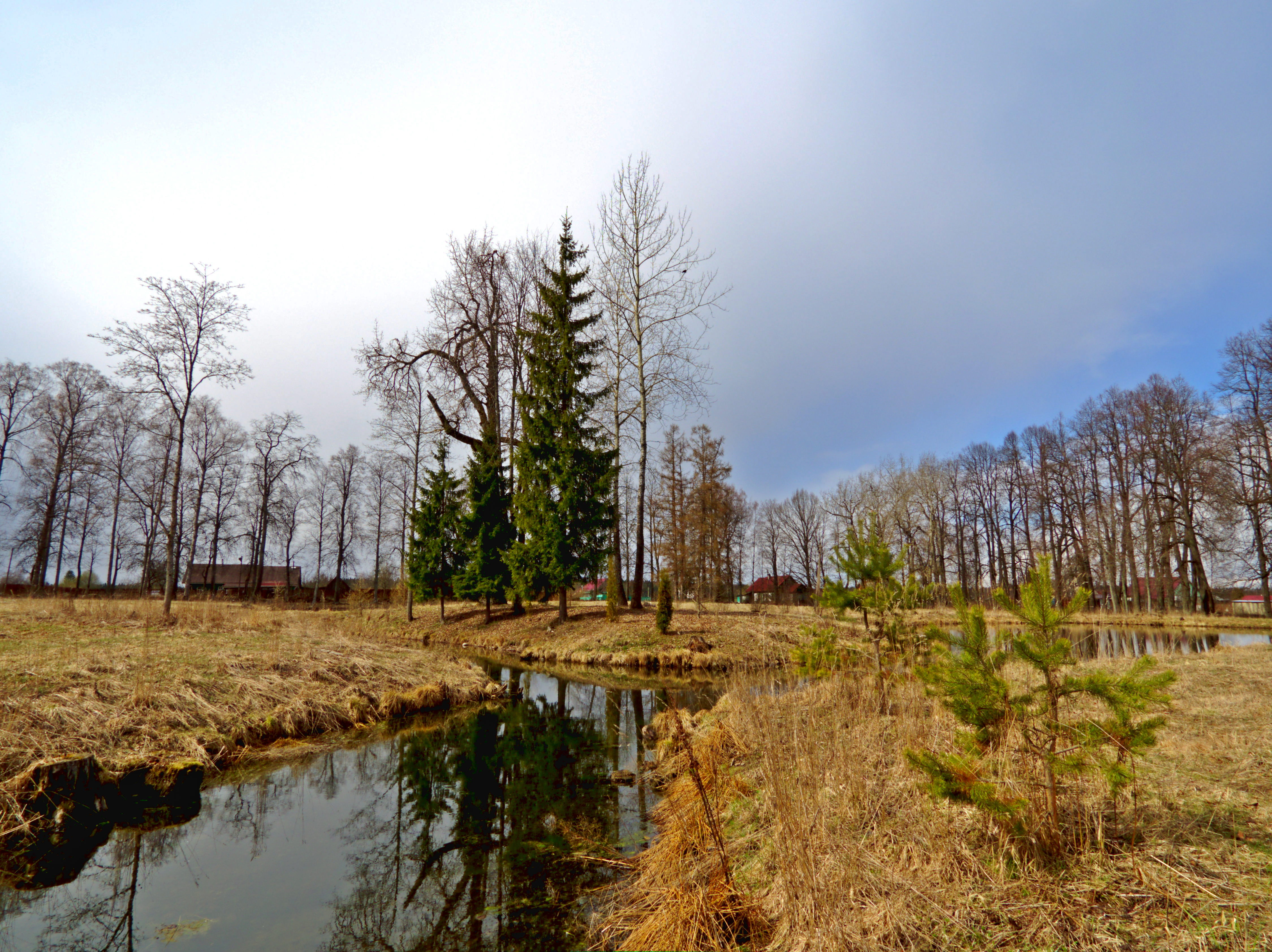

Кроме этого в деревне есть следы построек, принадлежавших Вохоновскому Мариинскому женскому монастырю, построенному в 1884—1885 годы и разрушенному в августе 1941 года от прямого попадания снаряда. В 2005 году митрополит Владимир дал благословение на восстановление храма.

Остатки хозяйственных построек. 2005 год
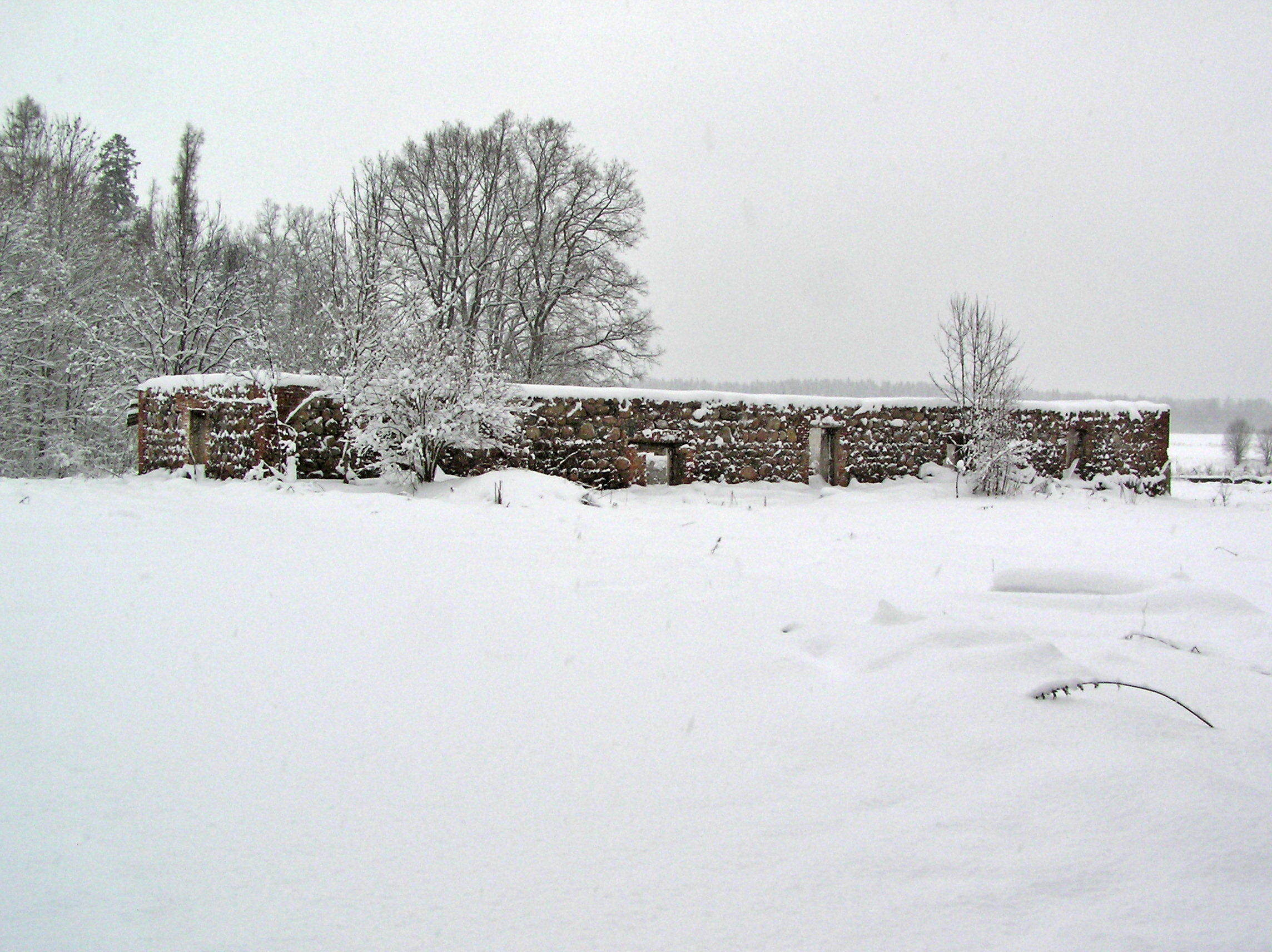
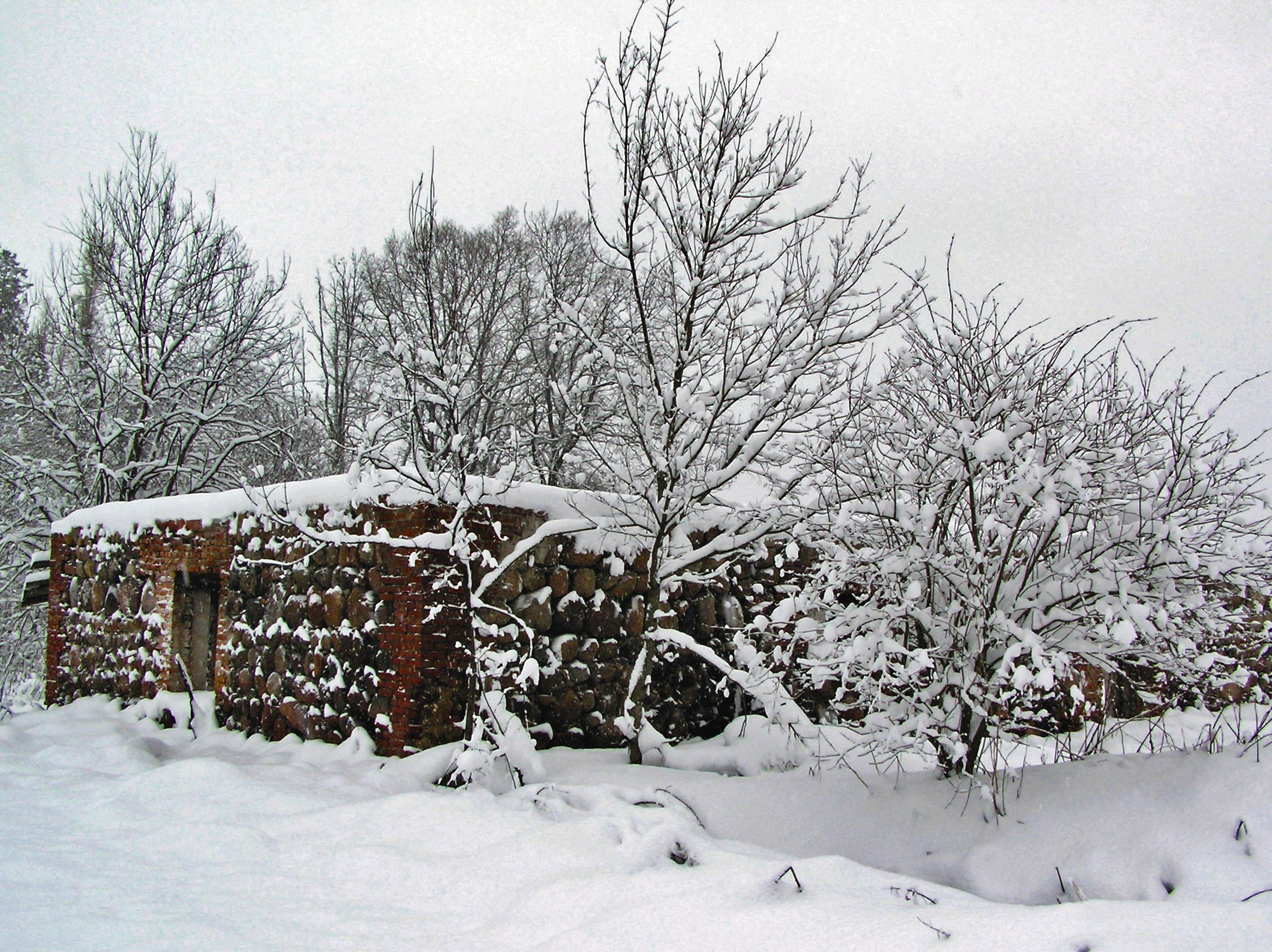

## Известные уроженцы
- Владимир Андреевич Кукель (1885—1938) — военный моряк, участник Первой мировой и гражданской войн; начальник морской пограничной охраны Дальневосточного округа
- Сергей Андреевич Кукель (1883—1941) — капитан I ранга (1917), профессор МВТУ им. Н. Э. Баумана и МЭИ

## Известные жители
- Иван Иванович Вальберг (1859—1918) — генерал-лейтенант, начальник Павловского военного училища

## Улицы
Братская, Вохоновское шоссе, Зелёная, Лесная, Парковая, Центральная.